# Красный Яр (Любинский район)
Кра́сный Яр — рабочий посёлок в Любинском районе Омской области России.
Население — 5433 чел. (2023).
Основан в 1752 году.

## Физико-географическая характеристика
Рабочий посёлок находится в пределах лесостепной зоны Ишимской равнины, являющейся частью Западно-Сибирской равнины, на берегу озера Старица, на левой береговой террасе реки Иртыш. Высота центра — 82 метра над уровнем моря. Почвы — чернозёмы обыкновенные, в пойме реки Иртыш — пойменные кислые.
Географическое положение
Красный Яр расположен в 48 км к северо-западу от областного центра города Омск на федеральной трассе Р402 Тюмень-Ишим-Омск и 18 километрах от районного центра рабочего посёлка Любинский.
Климат
Климат резко континентальный, со значительными перепадами температур зимой и летом (согласно классификации климатов Кёппена — влажный континентальный климат (Dfb) с тёплым летом и холодной и продолжительной зимой). Многолетняя норма осадков — 396 мм. Наибольшее количество осадков выпадает в июле — 63 мм, наименьшее в феврале и марте — по 14 мм. Среднегодовая температура положительная и составляет + 1,2° С, средняя температура января − 17,7° С, июля + 19,4° С.

## История
Основан в 1752 году как форпост с подчинением Омской крепости Тарского воеводства Тобольской провинции Сибирской губернии. Первыми жителями стали крестьяне, переселившиеся из Чернолуцкой слободы. Крестьяне осваивали плодородные прииртышские увалы и елани, занимались извозом и другими промыслами. В 1895 году открыта начальная школа. В 1930 году была организована сельхозартель «Красный Яр», которая существовала до 50-х годов, впоследствии вошла в состав госплемзавода «Северо-Любинский» как одно из отделений. В 1936 году в Красном Яре началось строительство молочно-консервного комбината. 17 мая 1939 года завод выпустил первую продукцию.
В годы Великой Отечественной войны из села на фронт ушло более 300 жителей, примерно треть из них не вернулась в родные края.
В 2014 году посёлок включён в список моногородов Российской Федерации с риском ухудшения социально-экономического положения

## Население
| 1959  | 1970  | 1979  | 1989  | 2002  | 2009  | 2010  |
| ----- | ----- | ----- | ----- | ----- | ----- | ----- |
| 3046  | ↗3748 | ↗4310 | ↗4826 | ↗5387 | ↗5602 | ↘5133 |
| 2011  | 2012  | 2013  | 2014  | 2015  | 2016  | 2017  |
| ↗5152 | ↗5217 | ↗5241 | ↘5240 | ↘5230 | ↗5232 | ↘5206 |
| 2018  | 2019  | 2020  | 2021  | 2023  |       |       |
| ↘5195 | ↘5183 | ↗5234 | ↗5429 | ↗5433 |       |       |

В 2018 году население насчитывается 7521 человек

## Известные люди
- Александр Иванович Горскин — участник Великой Отечественной войны, полный кавалер ордена Славы

## Уличная сеть
| Октябрьская    | Съездовская  | Школьная       |
| 1-Рабочая      | 2-Рабочая    | 3-Рабочая      |
| Комсомольская  | Степная      | Стахановская   |
| Ю. Гагарина    | Советская    | Зелёная        |
| Тарская        | Заводская    | Северная       |
| Луговая        | Средняя      | Набережная     |
| Молодёжная     | Береговая    | Пионерская     |
| 60 лет Октября | Садовая      | 40 лет Победы  |
| Спортивная     | Банная       | 70 лет Октября |
| Дорожная       | Первомайская | Юбилейная      |

## Транспорт
Регулярное автобусное движение с Омского автовокзала (8:15 до 19:10) и маршрутное такси, интервал движения составляет 1—2 часа.
Также организованы движения от автостанции Красный Яр до станции Любинская и Ново-Архангеловка. С ост. «Столовая» есть возможность добраться в Большеречье, Тару и Тевриз.

## Связь
В посёлке действуют все основные операторы мобильной связи: МТС, Tele2, МегаФон и Билайн. Услуги стационарной телефонии осуществляет Омский филиал ОАО «Ростелеком».

## Промышленность
АО «Любинский молочноконсервный комбинат» — градообразующее предприятие посёлка.

## Достопримечательности
- Памятник воинам Великой Отечественной войны (1941—1945 гг.)
- Памятник В. И. Ленину у молочноконсервного комбината
- Церковь у кладбища
- Озеро «Старица Иртыша»